# Бабушкін Іван Васильович
Іва́н Васи́льович Ба́бушкін (15 січня 1873 — 31 січня 1906)  — більшовицький діяч, терорист, один із спільників В. Леніна.

## Біографія
Народився у селі Ледензькому Тотемського повіту Вологодської губернії (нині — село імені Бабушкіна) у сім'ї селянина-бідняка.
З 1891 працював слюсарем Семянниковського заводу в Петербурзі і одночасно вчився в недільній школі.
1894 вступив до марксистського гуртка, яким керував В. І. Ленін. 1895 став активним членом петербурзького «Союзу боротьби за визволення робітничого класу».
1897 в Катеринославі, куди був висланий під нагляд поліції, Бабушкін організував на Брянському заводі революційний гурток (Г. І. Петровський та ін.), був одним з засновників катеринославського «Союзу боротьби за визволення робітничого класу». За участю Бабушкіна (на початку 1900) організована газета «Южный рабочий», а з часу заснування ленінської «Искры» Бабушкін — її активний агент і кореспондент.
Вдруге заарештований в грудні 1901, Бабушкін незабаром втік з тюрми і емігрував до Лондона.
За дорученням В. І. Леніна він повернувся до Петербурга і включився в боротьбу з «економістами». 1903 його знову заарештовують і висилають у Верхоянськ.
Після амністії 1905 Бабушкін проводив підривну роботу в Іркутську і Читі, готуючи акти терору та збройне повстання. У січні 1906, схоплений царською експедицією під час транспортування зброї, Бабушкін був розстріляний за вироком воєнно-польового суду.

## Творча спадщина
Бабушкіну належить книга:
- Воспоминания Ивана Васильевича Бабушкина. 1893—1900 гг. [Архівовано 31 травня 2014 у Wayback Machine.] — М.: Государственное издательство политической литературы, 1955.

## Пам'ять
Іменем Івана Бабушкіна названо:
- населені пункти
  - село імені Бабушкіна (колишнє Ледензьке), центр Бабушкінського району Вологодської області
  - місто Бабушкін (колишній Мисовськ), Бурятія
  - місто Бабушкін (колишнє селище Лосиноострівське), нині в складі Москви
- адміністративні райони міст
  - Бабушкінський район, Москва
  - до 2015 року Шевченківський район міста Дніпро носив назву Бабушкінський.